# Aluminium(I)-oxid
Aluminium(I)-oxid ist eine chemische Verbindung des Aluminiums aus der Gruppe der Oxide.

## Gewinnung und Darstellung
Aluminium(I)-oxid kann durch Reaktion von Aluminiumoxid mit Aluminium oder Silicium bei 1800 °C gewonnen werden. Es bildet sich ebenfalls bei der Reaktion mit Kohlenstoff bei hohen Temperaturen und beeinflusst so die Herstellung von Aluminium im Hall-Héroult-Prozess.

## Eigenschaften
Aluminium(I)-oxid ist nur als Gas bei Temperaturen zwischen 1050 °C und 1600 °C stabil und zerfällt bei Temperaturen unter 1000 °C wieder in Aluminium und Aluminiumoxid. Unter bestimmten Bedingungen wird auch die Existenz einer festen Phase mit kubischer Kristallstruktur angenommen, wobei andere Quellen dies auf die Bildung anderer Verbindungen wie Al4C3 durch Reaktion mit Verunreinigungen zurückführen.